# Bopyrinina dorsimaculata
Bopyrinina dorsimaculata är en kräftdjursart som beskrevs av Sueo M. Shiino 1933. Bopyrinina dorsimaculata ingår i släktet Bopyrinina och familjen Bopyridae. Inga underarter finns listade i Catalogue of Life.